# ابن طاهر الأبهري
أَبُو بَكْر عَبْد اللَّهِ بن طَاهِر الأبهريّ، أحد علماء أهل السنة والجماعة ومن أعلام التصوف السني في القرن الرابع الهجري، وصفه أبو عبد الرحمن السلمي[ ؟ ] بأنّه: «كَانَ من أجل الْمَشَايِخ بِالْجَبَلِ، وكَانَ عَالماً ورعاً»، وكان مهلب بن أَحْمد الْمصْرِيّ يَقُول: «مَا نَفَعَنِي صُحْبَة شيخ من الْمَشَايِخ الَّذين لقيتهم كَمَا نَفَعَنِي صُحْبَة أَبُو بكر عبد الله بن طَاهِر الْأَبْهَرِيّ»، ومدحه أبو نعيم الأصبهاني فقال عنه: «رايات الكرام له مرفوعة، وطوارق الإياس عنه موضوعة، بسط لسانه في وجود الموجود وكرم المنعم المحمود». وابن طاهر من أَقْرَان أبي بكر الشبلي، صحب يُوسُف بن الْحُسَيْن الرّازي، ورافق مظفراً القرميسيني وَغَيرهمَا من الْمَشَايِخ. توفي قريباً من سنة 330 هـ.

## من أقواله
- فِي المحن ثَلَاثَة أَشْيَاء تَطْهِير وتكفير وتذكير فالتطهير من الْكَبَائِر والتكفير من الصَّغَائِر والتذكير لأهل الصفاء.[1]
- من حكم الفقير أَن لا يَكُون لَهُ رغبة فَإِن كَانَ ولا بد فلا تجاوز رغبته كفايته.[4]
- قوم سألوا الله بألسنة الأعمال، وقوم سألوه بألسنة الرحمة، فكم بين من سأل بربه، وبين من رجا ربه بعمله. وليس من رجا ربه بجوده كمن رجا ربه بنفسه.[2]
- همة الصالحين الطاعة بلا معصية، وهمة العلماء المزيد في الصواب، وهمة العارفين إعظام الله تعالى في قلوبهم، وهمة أهل الشوق سرعة الموت، وهمة المقربين سكون القلب إلى الله تعالى.[3]